# Tali e quali (terza edizione)
La terza edizione del talent show Tali e quali (spin-off di Tale e quale show) è andata in onda dal 7 gennaio al 4 febbraio 2023 su Rai 1 in prima serata con la conduzione di Carlo Conti per cinque puntate di sabato.
La giuria è stata composta da Loretta Goggi, Giorgio Panariello e Cristiano Malgioglio.
L'edizione è stata vinta da Roy Paladini con l'interpretazione di Michael Jackson.

## Il programma
Questo spin-off prevede una gara tra alcune persone comuni (non professionisti e non facenti parte del mondo dello spettacolo) scelte tra coloro che hanno inviato alla redazione del programma i video amatoriali delle loro imitazioni durante le puntate dell'edizione appena terminata. A loro si aggiungono Francesco Paolantoni e Gabriele Cirilli, che hanno già preso parte alla dodicesima edizione di Tale e quale show.
Ciascuno di essi è impegnato nell'imitazione di personaggi celebri del mondo della canzone attraverso la reinterpretazione dei brani di questi ultimi dal vivo. Al termine della serata sono sottoposti al giudizio di una giuria. Ogni giurato dichiara i suoi voti per ciascun concorrente, assegnando da cinque a quindici punti. Inoltre, ciascun concorrente in gara deve dare cinque punti ad uno dei concorrenti o a sé stesso, che si sommano a quelli assegnati dalla giuria, determinando così la classifica della puntata.
L'edizione è strutturata in cinque puntate, di cui le prime quattro con concorrenti diversi per ciascuna. Nella quinta puntata, i primi due classificati delle quattro puntate precedenti, insieme al miglior terzo classificato, sono tornati in scena per sottoporsi alla votazione finale che ha decretato il campione di quest'edizione.

## Cast

### Concorrenti
| Puntata | Messa in onda   | Numero concorrenti | Concorrenti | Concorrenti                                                     | Concorrenti                                  | Concorrenti fissi                       |
| Puntata | Messa in onda   | Numero concorrenti | Uomini | Donne                                                           | Gruppi                                       | Concorrenti fissi                       |
| ------- | --------------- | ------------------ | --- | --------------------------------------------------------------- | -------------------------------------------- | --------------------------------------- |
| 1       | 7 gennaio 2023  | 11                 | Armando Tartaglini, Bryan Bergamin, Federico Fabbretti, Francesco Pasculli, Stefano Cannone                          | Beatrice Portarena, Martina Cascio, Serena De Bari, Marta Boldi | Dave, Mattia, Stefano, Maurizio e Christian  | Francesco Paolantoni e Gabriele Cirilli |
| 2       | 14 gennaio 2023 | 11                 | Massimo Ronza, Matteo Casali, Michele Carovano, Roberto Romanelli, Thomas Ventresca                                  | Carola Negro, Guya Canino, Maklin, Tita Savarese                | Stefano F., Tommaso, Teo, Andrea, Stefano R. | Francesco Paolantoni e Gabriele Cirilli |
| 3       | 21 gennaio 2023 | 11                 | Federico Serra, Gero Carlino, Giuseppe Mastrolorenzo, Marco Rosati, Roy Paladini                                     | Alice Olivari, Deborah Dargenzio, Veronica Creo                 |                                              | Francesco Paolantoni e Gabriele Cirilli |
| 3       | 21 gennaio 2023 | 11                 | Federico Serra, Gero Carlino, Giuseppe Mastrolorenzo, Marco Rosati, Roy Paladini                                     | Alice Olivari, Deborah Dargenzio, Veronica Creo                 | Pierangelo, Claudio, Lorenzo, Cosimo         | Francesco Paolantoni e Gabriele Cirilli |
| 3       | 21 gennaio 2023 | 11                 | Federico Serra, Gero Carlino, Giuseppe Mastrolorenzo, Marco Rosati, Roy Paladini                                     | Alice Olivari, Deborah Dargenzio, Veronica Creo                 | Giuliana, Ornella, Susanna                   | Francesco Paolantoni e Gabriele Cirilli |
| 4       | 28 gennaio 2023 | 11                 | Carlo Borghesio, Fulvio Cerulli, Marco Rea, Vinz Termine                                                             | Benedicta Nicotra, Elisa Liistro, Erika Roccaforte, Marta Boldi | Agostino, Chiara, Paolo e Matteo             | Francesco Paolantoni e Gabriele Cirilli |
| Finale  | 4 febbraio 2023 | 10                 | Federico Serra, Francesco Pasculli, Fulvio Cerulli, Massimo Ronza, Michele Carovano, Roberto Romanelli, Roy Paladini | Martina Cascio                                                  | Agostino, Chiara, Paolo e Matteo             | Francesco Paolantoni e Gabriele Cirilli |

- Nota: i concorrenti sono diversi per ogni puntata. In grassetto sono indicati i primi due classificati di ciascuna puntata e il miglior terzo classificato che hanno avuto la possibilità di esibirsi nella serata finale per aggiudicarsi il titolo di campione di questa edizione.

### Giudici
La giuria è composta da:
- Loretta Goggi
- Cristiano Malgioglio
- Giorgio Panariello

#### Giudici ospiti
In quest'edizione la giuria viene affiancata dalla presenza di un imitatore diverso per ogni puntata che partecipa al voto delle esibizioni e stila una propria classifica come quarto giudice, vestendo i panni di un personaggio famoso per l'intera serata. Nella tabella sottostante sono riportati i nomi dei vari imitatori e dei personaggi imitati.
| Puntata | Messa in onda   | Giudici ospiti    | Giudici ospiti          | Giudici ospiti    |
| Puntata | Messa in onda   | Giudice imitatore | Personaggio imitato     | Giudice speciale  |
| ------- | --------------- | ----------------- | ----------------------- | ----------------- |
| 1       | 7 gennaio 2023  | Teo Teocoli       | Adriano Celentano       | Alessia Marcuzzi  |
| 2       | 14 gennaio 2023 | –                 | –                       | Nino Frassica     |
| 3       | 21 gennaio 2023 | Claudio Lauretta  | Antonino Cannavacciuolo | –                 |
| 4       | 28 gennaio 2023 | Claudio Lauretta  | Renzo Arbore            | –                 |
| Finale  | 4 febbraio 2023 | –                 | –                       | Gabriella Germani |
| Finale  | 4 febbraio 2023 | –                 | –                       | Ubaldo Pantani    |

### Coach
Coach dei concorrenti sono:
- Daniela Loi: vocal coach
- Matteo Becucci: vocal coach
- Maria Grazia Fontana: vocal coach
- Fabrizio Mainini: coreografo
- Emanuela Aureli: imitatrice
- Antonio Mezzancella: vocal coach
- Pinuccio Pirazzoli: direttore d'orchestra

## Puntate

### Prima puntata
La prima puntata è andata in onda il 7 gennaio 2023 ed è stata vinta da Martina Cascio, che ha interpretato Adele in Hello.
| Ordine | Canzone e cantante imitato             | Concorrente                                 | Punteggio | Panariello | Goggi | Malgioglio | Marcuzzi | Teocoli | Concorrenti |
| ------ | -------------------------------------- | ------------------------------------------- | --------- | ---------- | ----- | ---------- | -------- | ------- | ----------- |
| 3      | Hello – Adele                          | Martina Cascio                              | 94        | 15         | 15    | 14         | 15       | 15      | 20          |
| 8      | Piccola stella senza cielo – Ligabue   | Francesco Pasculli                          | 70        | 14         | 14    | 15         | 14       | 13      | -           |
| 7      | Starman – David Bowie                  | Stefano Cannone                             | 63        | 13         | 13    | 12         | 13       | 12      | -           |
| 2      | Ciao ciao – La Rappresentante di Lista | Serena De Bari                              | 59        | 11         | 12    | 10         | 12       | 9       | 5           |
| 4      | Baila Morena – Zucchero                | Armando Tartaglini                          | 56        | 12         | 11    | 7          | 7        | 14      | 5           |
| 9      | Sunrise – Norah Jones                  | Beatrice Portarena                          | 52        | 10         | 8     | 9          | 10       | 10      | 5           |
| 1      | Vieni nel mio cuore – Ultimo           | Bryan Bergamin                              | 50        | 8          | 10    | 8          | 11       | 8       | 5           |
| 11     | Ragazza di periferia – Anna Tatangelo  | Marta Boldi                                 | 49        | 9          | 9     | 11         | 9        | 11      | -           |
| 6      | Everybody – Backstreet Boys            | Dave, Mattia, Stefano, Maurizio e Christian | 47        | 7          | 7     | 13         | 8        | 7       | 5           |
| 10     | L'essenziale – Marco Mengoni           | Federico Fabbretti                          | 40        | 6          | 6     | 6          | 6        | 6       | 10          |
| 5      | Parole parole – Mina e Alberto Lupo    | Francesco Paolantoni e Gabriele Cirilli     | 25        | 5          | 5     | 5          | 5        | 5       | -           |

- Giudice imitatore: Teo Teocoli che imita Adriano Celentano
- Giudice speciale: Alessia Marcuzzi

### Seconda puntata
La seconda puntata è andata in onda il 14 gennaio 2023 ed è stata vinta da Massimo Ronza, che ha interpretato Fausto Leali in Io amo.
| Ordine | Canzone e cantante imitato                                       | Concorrente                                  | Punteggio | Panariello | Goggi | Malgioglio | Frassica | Concorrenti |
| ------ | ---------------------------------------------------------------- | -------------------------------------------- | --------- | ---------- | ----- | ---------- | -------- | ----------- |
| 6      | Io amo – Fausto Leali                                            | Massimo Ronza                                | 64        | 13         | 14    | 12         | 15       | 10          |
| 8      | Agnese – Ivan Graziani                                           | Roberto Romanelli                            | 61        | 15         | 13    | 14         | 14       | 5           |
| 3      | Ogni volta – Vasco Rossi                                         | Michele Carovano                             | 57        | 14         | 15    | 10         | 13       | 5           |
| 7      | La Vida es un Carnaval – Celia Cruz                              | Maklin                                       | 53        | 11         | 10    | 15         | 12       | 5           |
| 2      | Penso positivo – Jovanotti                                       | Matteo Casali                                | 45        | 7          | 6     | 11         | 11       | 10          |
| 5      | O forse sei tu – Elisa                                           | Guya Canino                                  | 43        | 10         | 11    | 13         | 9        | -           |
| 10     | (I Can't Get No) Satisfaction – The Rolling Stones               | Stefano F., Tommaso, Teo, Andrea, Stefano R. | 42        | 6          | 7     | 9          | 10       | 10          |
| 11     | Il diario degli errori – Michele Bravi                           | Thomas Ventresca                             | 40        | 8          | 9     | 7          | 6        | 10          |
| 1      | Vuoto a perdere – Noemi                                          | Carola Negro                                 | 40        | 12         | 12    | 8          | 8        | -           |
| 9      | Mila e Shiro / Kiss Me Licia / Occhi di gatto – Cristina D’Avena | Tita Savarese                                | 30        | 9          | 8     | 6          | 7        | -           |
| 4      | You're the One That I Want – John Travolta e Olivia Newton-John  | Francesco Paolantoni e Gabriele Cirilli      | 20        | 5          | 5     | 5          | 5        | -           |

- Giudice speciale: Nino Frassica
- Ospiti: Cristina D'Avena

### Terza puntata
La terza puntata è andata in onda il 21 gennaio 2023 ed è stata vinta da Federico Serra, che ha interpretato Andrea Bocelli in Con te partirò.
| Ordine | Canzone e cantante imitato                  | Concorrente                             | Punteggio | Panariello | Goggi | Malgioglio | Lauretta | Concorrenti |
| ------ | ------------------------------------------- | --------------------------------------- | --------- | ---------- | ----- | ---------- | -------- | ----------- |
| 9      | Con te partirò – Andrea Bocelli             | Federico Serra                          | 84        | 15         | 15    | 14         | 15       | 25          |
| 3      | Beat It – Michael Jackson                   | Roy Paladini                            | 67        | 14         | 14    | 15         | 14       | 10          |
| 7      | Un angelo disteso al sole – Eros Ramazzotti | Gero Carlino                            | 55        | 12         | 13    | 12         | 13       | 5           |
| 5      | Me ne frego – Achille Lauro                 | Marco Rosati                            | 51        | 13         | 12    | 11         | 10       | 5           |
| 10     | Incancellabile – Laura Pausini              | Veronica Creo                           | 43        | 9          | 9     | 8          | 12       | 5           |
| 6      | Million Reasons – Lady Gaga                 | Alice Olivari                           | 42        | 11         | 10    | 10         | 11       | -           |
| 11     | Mr. Sandman – The Puppini Sisters           | Giuliana, Ornella, Susanna              | 38        | 8          | 11    | 13         | 6        | -           |
| 1      | Dove si balla – Dargen D’Amico              | Giuseppe Mastrolorenzo                  | 33        | 10         | 8     | 6          | 9        | -           |
| 2      | Pensiero e Chi fermerà la musica – Pooh     | Pierangelo, Claudio, Lorenzo, Cosimo    | 32        | 6          | 7     | 7          | 7        | 5           |
| 8      | Believe – Cher                              | Deborah D’Argenzio                      | 30        | 7          | 6     | 9          | 8        | -           |
| 4      | Da Da Umpa – Gemelle Kessler                | Francesco Paolantoni e Gabriele Cirilli | 20        | 5          | 5     | 5          | 5        | -           |

- Giudice imitatore: Claudio Lauretta che imita Antonino Cannavacciuolo
- Ospiti: Nunzia De Girolamo

### Quarta puntata
La quarta puntata è andata in onda il 28 gennaio 2023 ed è stata vinta da Agostino, Chiara, Paolo e Matteo, che hanno interpretato i Måneskin in Beggin'.
| Ordine | Canzone e cantante imitato                        | Concorrente                             | Punteggio | Panariello | Goggi | Malgioglio | Lauretta | Concorrenti |
| ------ | ------------------------------------------------- | --------------------------------------- | --------- | ---------- | ----- | ---------- | -------- | ----------- |
| 1      | Beggin' – Måneskin                                | Agostino, Chiara, Paolo e Matteo        | 61        | 14         | 15    | 12         | 15       | 5           |
| 10     | Gigante – Piero Pelù                              | Fulvio Cerulli                          | 58        | 15         | 13    | 11         | 14       | 5           |
| 4      | Home – Michael Bublé                              | Salvatore Siragusa                      | 55        | 11         | 11    | 15         | 13       | 5           |
| 6      | Unchain My Heart – Joe Cocker                     | Marco Rea                               | 54        | 13         | 12    | 14         | 10       | 5           |
| 3      | Soldi – Mahmood                                   | Carlo Borghesio                         | 53        | 12         | 14    | 10         | 12       | 5           |
| 2      | Memory – Barbra Streisand                         | Benedicta Nicotra                       | 46        | 9          | 8     | 13         | 11       | 5           |
| 8      | Nessun grado di separazione – Francesca Michielin | Erika Roccaforte                        | 42        | 10         | 10    | 9          | 8        | 5           |
| 9      | Rock 'N' Roll Robot – Alberto Camerini            | Vinz Termine                            | 36        | 7          | 9     | 8          | 7        | 5           |
| 7      | Hot N Cold – Katy Perry                           | Marta Boldi                             | 35        | 8          | 7     | 6          | 9        | 5           |
| 11     | Duecentomila ore – Ana Mena                       | Elisa Liistro                           | 30        | 6          | 6     | 7          | 6        | 5           |
| 5      | Vorrei ma non posto – J-Ax e Fedez                | Francesco Paolantoni e Gabriele Cirilli | 20        | 5          | 5     | 5          | 5        | -           |

- Giudice imitatore: Claudio Lauretta che imita Renzo Arbore
- Ospiti: I terzi classificati delle precedenti puntate Gero Carlino, Michele Carovano e Stefano Cannone, che si sono sfidati con Salvatore Siragusa per ottenere un posto nella puntata finale.
- Nota: ciascun concorrente ha assegnato i suoi cinque punti al concorrente dell'esibizione successiva, e l'ultimo li ha assegnati al primo.

### Quinta puntata
La quinta puntata è andata in onda il 4 febbraio 2023 ed è stata vinta da Roy Paladini, che ha interpretato Michael Jackson in Thriller. Questa puntata ha inoltre decretato Roy Paladini campione dell'edizione.
| Ordine | Canzone e cantante imitato                         | Concorrente                             | Punteggio | Panariello | Panariello | Goggi    | Goggi | Malgioglio | Malgioglio | Pantani | Germani | Concorrenti |
| Ordine | Canzone e cantante imitato                         | Concorrente                             | Punteggio | Generale   | Voce       | Generale | Voce  | Generale   | Voce       | Pantani | Germani | Concorrenti |
| ------ | -------------------------------------------------- | --------------------------------------- | --------- | ---------- | ---------- | -------- | ----- | ---------- | ---------- | ------- | ------- | ----------- |
| 3      | Thriller – Michael Jackson                         | Roy Paladini                            | 80        | 13         | 5          | 13       | 4     | 12         | 1          | 14      | 13      | 5           |
| 4      | Certe notti – Ligabue                              | Francesco Pasculli                      | 78        | 14         | 5          | 14       | 5     | 14         | 3          | 10      | 8       | 5           |
| 2      | Un senso – Vasco Rossi                             | Michele Carovano                        | 68        | 10         | 4          | 12       | 4     | 13         | 3          | 6       | 11      | 5           |
| 8      | Il mare calmo della sera – Andrea Bocelli          | Federico Serra                          | 66        | 9          | 4          | 11       | 3     | 7          | 2          | 13      | 12      | 5           |
| 6      | Rolling in the Deep – Adele                        | Martina Cascio                          | 63        | 6          | 3          | 8        | 3     | 9          | 4          | 11      | 14      | 5           |
| 1      | Mi manchi – Fausto Leali                           | Massimo Ronza                           | 61        | 8          | 4          | 10       | 4     | 11         | 3          | 7       | 9       | 5           |
| 9      | Lugano addio – Ivan Graziani                       | Roberto Romanelli                       | 60        | 12         | 4          | 6        | 4     | 6          | 1          | 12      | 10      | 5           |
| 10     | Regina di cuori – Piero Pelù                       | Fulvio Cerulli                          | 59        | 11         | 5          | 9        | 3     | 10         | 2          | 8       | 6       | 5           |
| 7      | Zitti e buoni – Måneskin                           | Agostino, Chiara, Paolo e Matteo        | 53        | 7          | 4          | 7        | 4     | 8          | 2          | 9       | 7       | 5           |
| 5      | Calimero – Cristina D'Avena e Cristiano Malgioglio | Francesco Paolantoni e Gabriele Cirilli | 31        | 5          | 3          | 5        | 3     | 5          | 0          | 5       | 5       | -           |

- Giudici speciali: Gabriella Germani e Ubaldo Pantani
- Ospiti: Daniele Quartapelle che imita Renato Zero ne I migliori anni della nostra vita e Amico
- Nota: ciascun concorrente ha assegnato i suoi cinque punti al concorrente dell'esibizione successiva, e l'ultimo li ha assegnati al primo.

## Cinque punti dei concorrenti
Ogni concorrente deve dare cinque punti a uno degli altri concorrenti (oppure a sé stesso). Questi cinque punti, assegnati prima dei punteggi forniti dai membri della giuria, contribuiscono a formare la classifica finale e il vincitore di puntata, che viene svelato al termine della stessa.

## Tale e quale pop
Dopo le esibizioni delle cinque puntate, altri concorrenti si sono esibiti dal vivo e a cappella sull'ascensore per guadagnarsi la possibilità di partecipare alla puntata successiva. La decisione sulla loro partecipazione spetta ai giudici del programma premendo un tasto che fa scendere l'ascensore oppure lasciando continuare l'esibizione. 
Nella quarta puntata si sono esibiti di seguito sei concorrenti nell'imitazione di sei canzoni differenti di Adriano Celentano, in omaggio al cantante.

## Ascolti
| Puntata | Messa in onda   | Telespettatori | Share  |
| ------- | --------------- | -------------- | ------ |
| 1       | 7 gennaio 2023  | 3 252 000      | 18,88% |
| 2       | 14 gennaio 2023 | 3 508 000      | 20,54% |
| 3       | 21 gennaio 2023 | 3 523 000      | 20,49% |
| 4       | 28 gennaio 2023 | 3 534 000      | 20,54% |
| Finale  | 4 febbraio 2023 | 3 676 000      | 22,07% |
| Media   | Media           | 3 499 000      | 20,50% |